# Андреа Джові
Андреа Джові  (італ. Andrea Giovi; нар. 19 серпня 1983) — італійський волейболіст, олімпійський медаліст.
Грав, зокрема, у клубах «Cus Perugia», «RPA Perugia», «RPA-LuigiBacchi.it Perugia», «Умбрія Воллей» (усі — з Перуджі), «Лубе Банка Марке Мачерата» (2008—2009), «Андреолі» (Латина, 2009—2010), «Сан Джустіно» («RPA-LuigiBacchi.It San Giustino» (2010—2011), «Energy Resources San Giustino» (2011—2012), «Сір Сафети» (Sir Safety Perugia).

## Виступи на Олімпіадах
| Олімпіада   | Дисципліна | Місце |
| ----------- | ---------- | ----- |
| Лондон 2012 | волейбол   | 3     |